# Cleveland Allmen Transfers
Los Cleveland Allmen Transfers fueron un equipo de baloncesto que jugó dos temporadas en la National Basketball League (NBL), competición antecesora de la actual NBA, con sede en la ciudad de Cleveland (Ohio). Fue fundado en 1944.

## NBL
Los Allmen Transfers entraron en la NBL en la temporada 1944-45, convirtiéndose así en el nuevo equipo de baloncesto de Cleveland, ya que en la anterior campaña participó Cleveland Chase Brassmen, pero desapareció al término de la misma. En su primera temporada, los Allmen Transfers finalizaron segundos en la División Este con un balance de 13 victorias y 17 derrotas, y fueron eliminados en playoffs por Fort Wayne Zollner Pistons en dos partidos. 
En su segunda y última campaña, con la liga reorganizada en dos divisiones de cuatro equipos cada una, Cleveland ocupó la última plaza del Este con un paupérrimo registro de 4 victorias en 33 partidos. Los aficionados perdieron el interés en el equipo y la franquicia desapareció al final de la temporada.

### Trayectoria
Nota: G: Partidos ganados P:Partidos perdidos 
| Temporada | Liga | G  | P  | %    | Posición | División      | Play-offs              |
| --------- | ---- | -- | -- | ---- | -------- | ------------- | ---------------------- |
| 1944-45   | NBL  | 13 | 17 | .433 | 2º       | División Este | Pierden en semifinales |
| 1945-46   | NBL  | 4  | 29 | .121 | 4º       | División Este | No se clasificó        |